# 2057年12月26日日食
2057年12月26日日食为一次在协调世界时2057年12月26日出現的一次日全食。該次日食食分為1.0348，食甚維持時間1分50秒。

## 概述
這次日食的食分是1.0348，全食維持1分50秒。

## 基本參數
- 類型：日全食
- 食最大地點資料：
  - 日期：2057年12月26日
  - 時間：1時14分35秒
  - 地點：85S 22E
  - 食分：1.0348
  - 日全食持續時間：1分50秒

## 外部連結
- NASA未來日食資料（页面存档备份，存于）
- 可見區域圖和時間統計：由弗雷德·埃斯佩纳克做出的日食預報，NASA/GSFC
  - Google互動地圖呈現的日食範圍
  - 貝塞爾元素